# Fandom (webbplats)
Fandom, före 2016 wikia, före 2006 wikicities.com, är ett aktiebolag och ett wikihotell, grundat av Wikipedias grundare Jimmy Wales och som tillhandahåller webbhotellstjänster för olika specialiserade wikier, exempelvis fansajter. Hit hör exempelvis Wikipediaparodin Uncyclopedia och Star Trek-wikin Memory Alpha.
Fandom är reklamfinansierat, helt fristående från Wikipedia, och ingår inte i de projekt som stöttas av Wikimedia Foundation, men använder samma programvara, Mediawiki.
Wikia har bland annat startat söktjänsten Wikia Search, som var tänkt att bli en utmanare till motsvarande funktion hos Google. En alfaversion lanserades den 7 januari 2008. Tanken med sökmotorn var att den förutom att använda sig av den vanliga automatiska söktekniken även skulle dra nytta av sina användare, vilka uppmanades att betygsätta och diskutera sökresultaten och på det sättet förhoppningsvis förbättra förutsättningarna för kommande sökningar. Den 14 maj 2009 upphörde dock söktjänsten Wikia Search.

## Exempel på kända wikier på Fandom
- Wookieepedia
- Memory Alpha